# Sedico
Sedico é uma comuna italiana da região do Vêneto, província de Belluno, com cerca de 8.695 habitantes. Estende-se por uma área de 91 km², tendo uma densidade populacional de 96 hab/km². Faz fronteira com Belluno, Gosaldo, La Valle Agordina, Limana, Longarone, Mel, Rivamonte Agordino, Santa Giustina, Sospirolo, Trichiana.

## História
Sedico, por volta de 1500, era uma pequenina vila na província de Belluno, situada no norte da Itália. Não se sabe ao certo quando a comunidade de Sedico foi criada, mas é certo que precede ao ano de 1185, quando uma bula do Papa Lucio III cita nominalmente a Paroquia de Santa Maria Annunziata, de Sedico. Seguiu-se a criação das paróquias de Bes, Bribano-Longano, Roe e as demais. Para se ter uma ideia do tamanho do lugar, estima-se que, pelos idos de 1561,Sedico tinha apenas 1530 habitantes.
A atividade extrativa principal naquela época era a madeira. A igreja de Santa Maria Annunziata (com mais de 200 anos), foi demolida em 1955. A região de Sedico, foi romanizada desde a época da 3ª Guerra Púnica,encerrada nos idos de 146 a.C., e encontram-se muitas citações dela durante o reinado de Otaviano Augusto e de Diocleciano. A romanização aparece também identificada nos topônimos em “ano” (exemplo Bribano, que significa terra de Barbius) ou em “ico”, “igo” (exemplo Sedico, que significa Terra de Sedius). É ainda curiosa a constatação que todos os topônimos romanos se encontram na região plana, onde a terra é mais fértil e portanto onde há maior facilidade de se comunicar através de caminhos e estradas.
No século XV toda aquela região pertencia ao domínio de Veneza e durante os três séculos seguintes foram tempos difíceis para os moradores da região. A pobreza do solo, com falta de terrenos planos para o plantio, a inclemência do clima e a falta de incentivos para a agricultura fizeram com que as atividades se concentrassem nas extrativas de madeira e de pedra, além da fabricação de ferramentas e armas.
Além do mais os conflitos políticos eram constantes, caracterizados principalmente pelas tentativas de cidades maiores submeterem as menores. Com a vida tornando-se cada dia mais difícil e as frequentes disputas muitos começaram a desejar novas terras e oportunidades. Foi somente muito mais tarde, com o aparecimento das “villas” usadas como casas de campo dos nobres e abastados, nos meses estivais, é que começou a recuperação econômica da região, com a oferta de novos empregos e oportunidades relacionadas principalmente ao transporte e à construção.

## Demografia
| Variação demográfica do município entre 1861 e 2011                               |
|                                                                                   |
| Fonte: Istituto Nazionale di Statistica (ISTAT) - Elaboração gráfica da Wikipedia |